# 群馬県道113号粕川停車場線

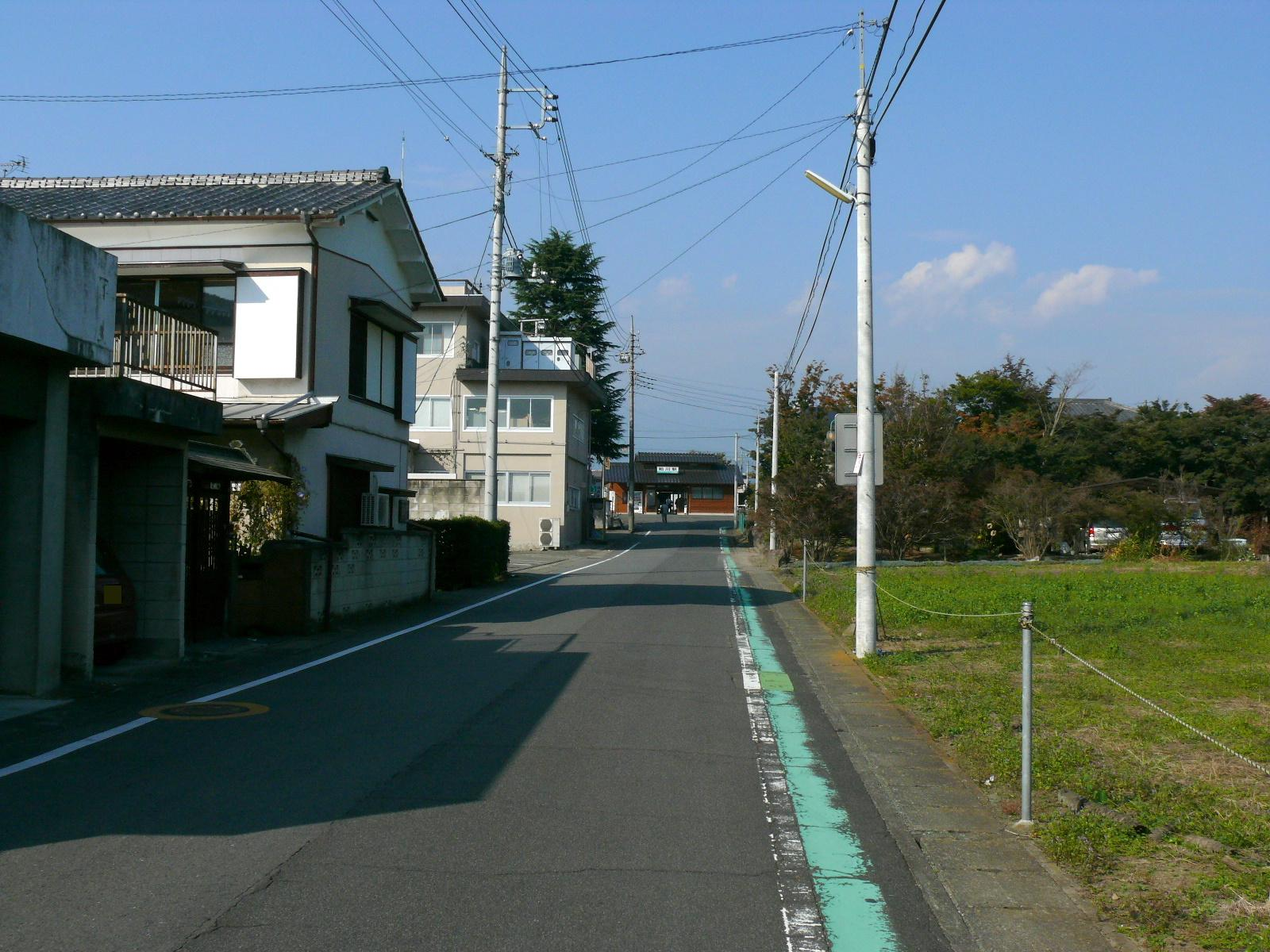
県道113号粕川停車場線の中間地点より粕川駅を望む。
（2009年10月18日）

群馬県道113号粕川停車場線（ぐんまけんどう 113ごう かすかわていしゃじょうせん）は、群馬県前橋市の上毛電気鉄道粕川駅から群馬県道3号前橋大間々桐生線までを結ぶ県道である。
主要県道と、並行する鉄道の駅前とを連絡する、200 m余りのごく短い路線である。

## 路線データ
- 起点：粕川停車場[1]（前橋市粕川町西田面）
- 終点：前橋市粕川町西田面216番（群馬県道3号前橋大間々桐生線交点〈粕川支所前交差点〉）[注釈 1]

## 歴史
- 1959年（昭和34年）9月18日：群馬県より現・道路法に基づき、県道粕川停車場線（粕川停車場 - 県道前橋大間々桐生線交点〈勢多郡粕川村〉、整理番号89）が路線認定される[2]。
  - 同日、前身路線にあたる県道粕川停車場女淵線（粕川停車場 - 勢多郡粕川村、整理番号97）が路線廃止される[3]。

## 地理

### 通過する自治体
- 群馬県
  - 前橋市

### 交差する道路
- 群馬県道3号前橋大間々桐生線 - 前橋市粕川町西田面（終点）